# Llengües de les Filipines
A les Filipines es parlen més de 170 llengües, gairebé totes del grup filipí dins de la família austronèsia. Només dues, el filipí i l'anglès, són oficials a tot el país.
A més del filipí, que és l'idioma de la capital, Manila, i de l'illa de Luzon, coexisteixen més de 170 llengües autòctones d'origen malaiopolinesi (en particular la major part de llengües de les Filipines d'origen austronesi semblen constituir un grup filogenètic anomenat filipí). Les més importants per nombre de parlants al país són:
- Tagal o filipí: 22.000.000 principalment a Luzon
- Cebuà: 20.000.000 principalment a les Bisaies Centrals i a Mindanao
- Ilocano: 7.700.000 a Luzon i a altres illes
- Ilongo: 7.000.000 a les Bisaies Occidentals
- Bicol: 3.700.000 a Regió de Bicol
- Samarà: 3.100.000 principalment a Samar.

Es parlen altres llengües minoritàries per influència de comunitats d'immigrants i per motivacions històriques, com el castellà, chavacano (mescla de castellà amb llengües autòctones de les Filipines), xinès, japonès, malai, coreà i algunes llengües indostàniques.

## El castellà
El castellà fa algunes dècades que deixà de ser primera llengua, com a segona o tercera llengua és encara parlat per força persones d'edat avançada. El chavacano és una llengua criolla espanyola parlada per 1,6 milions de persones a les províncies de Zamboanga, Zamboanga del Nord, Zamboanga Sibugay, Zamboanga del Sud, Basilan, Cavite, Cotabato, Davao i Tawi-Tawi.
El 1593 es fundà el primer diari en castellà. Una gran porció de la història colonial de les Filipines s'escriu en castellà fins ben entrat el segle xx. Molts títols de terres, contractes, diaris i literatura, i àdhuc noms propis i cognoms encara es redacten en castellà. Hi ha aproximadament 5.000 arrels castellanes en filipí i al voltant de 6.000 arrels castellanes en bisai i en altres dialectes.
El nombre de parlants amb capacitat de comunicació en castellà varia segons les fonts; algunes l'eleven a quatre milions, mentre que d'altres, més pessimistes, el situen en només uns milers. En efecte, el nombre de parlants nadius de castellà ha decaigut des de mitjans del segle XX a causa de la sistemàtica política de descastellanització.